# Armènia Interior
Armènia Interior va ser una província romana de l'Imperi Romà d'Orient que es va formar l'any 387 amb la part de l'Armènia que va quedar pels romans en la partició del regne que es va fer aquell any, en un tractat entre perses i romans, conegut com el Tractat de pau d'Acilisene, signat potser el 387. La part occidental va quedar sota influència de l'Imperi Romà d'Orient i la resta sota influència de Pèrsia, una regió anomenada la Persarmènia. La frontera entre ambdues parts d'Armènia es va mantenir estable durant uns dos-cents anys i passava per una línia irregular que anava de l'est de Karin (Erzurum) a l'est de Martiriòpolis (Mayyafariquin). Van quedar sota influència romana la Derzene, la Keltzene, l'Acilisene, la Khorzene, el Daranaliq, la Balabitene, l'Astianene, la Sofene o Sofanene i l'Anzitene; a la resta se la va conèixer com a Persarmènia.
La província estavagovernada per un comes i incloïa a més alguns principats armenis i des del 389 les possessions dels Arxakuní (arsàcides).
La comitiva Armeniae no es va constituir immediatament l'any 387, fins i tot es va demorar fins a algun temps després de la mort del rei Àrsaces III cap al 389, ja que no es menciona encara a la Notitia Dignitatum. El rei armeni durant aquest temps (387-389) va anomenar al seu territori com a Gran Armènia (cadascun dels dos regnes armenis reclamava ser l'autèntic regne de la Gran Armènia o Armènia Major) però a la mort del rei el nom oficial romà pel territori era Armènia Interior encara que ocasionalment era esmentada com a Armènia Superior o Alta Armènia. Va existir fins al 528 quan el nom de la província va passar a ser el de Magna Armenia.